# Bramborové divadlo

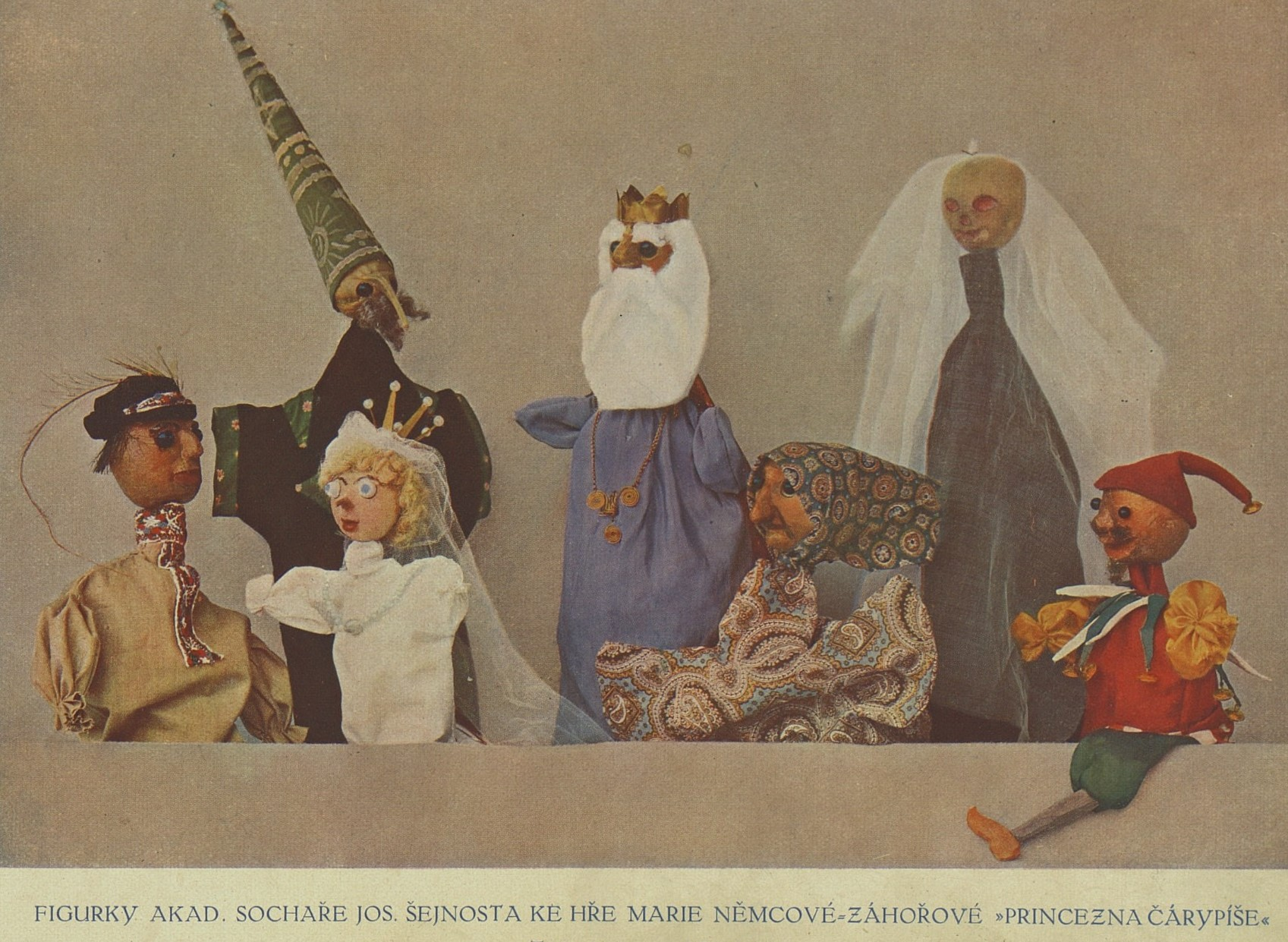
Josef Šejnost: Loutky–maňásci („bramborové divadlo“)

Bramborové divadlo je stará loutkářská technika, která se na profesionálním divadle objevuje zřídka (Bramborové divadlo doktora Saripantiho). Používá se v současnosti především v mateřských školách[zdroj?]  a jako méně náročná alternativa loutkového divadla s maňásky či marionetami.

## Typy bramborových loutek
- Klasický typ na špejli či dřívku (původní bramborová loutka) – Hlavu i tělo tvoří neobvykle tvarovaná brambora. Loutka (brambora) má na sobě poté umístěny různé prvky znázorňující části obličeje (oči, ústa,uši) či soudobé módní doplňky: klobouček jako buřinka, stužka uvázaná jako šála či motýlek atd. Loutkoherec vodí bramborovou loutku na tenké špejli zespodu. Způsobem svého pohybu tak připomíná nejvíce javajskou loutku – javajku.
- Bramborový maňásek – Hlava loutky je vytvořena z brambory a tělo z látky. Způsobem svého pojetí připomíná nejvíce maňáska. Také způsob vedení bramborové loutky probíhá podobně. Loutka je vedena napodiu zespodu pomocí několika prstů ruky (v případě vedení pouze jedním prstem, např. palcem, jedná se o tzv. prstovou loutku – palečnici) které se vsunou do otvoru ve spodní části brambory. Otvor je zakryt příslušnou látkou a je nutné nad jeho umístěním uvažovat již při výběru vhodné brambory a i v průběhu samotného vytváření loutky.
- Jiné vedení loutky- Marioneta – Loutkoherec může používat také jiné techniky vedení loutky kupř: shora, na jedné průhledné niti. Takový způsob vedení je poté podobný jako na renesanční loutce marionetě, jen je množství "vodících nití" na vahadle silně redukováno. Loutka vedená shora na průhledné niti má bohatější výrazové možnosti. Může se kupř. libovolně vznášet v prostoru, rotovat, lze na ni aplikovat kyvadlový pohyb atd. Tato technologie ale klade vyšší nároky na realizaci loutkového divadla, v případě větších rozměrů je nutná kulisa na zakrytí herců, hraní na schůdkách apod.
- Prstová bramborová loutka – Bramborová loutka vedena jen jedním prstem, musí mít menší rozměry a především nižší váhu, aby nedošlo k poranění prstu (vykloubení, poškození ohybače, poranění postranních vazů pouzdra prstových kloubů atd.) Použití: Většinou takové malé bramborové loutky hrají skupinové scény (kupř. rádcové kolem krále, lesní zvířátka, víly, čerti, duchové, občané Kocourkova, skupina (kupř. trojice) vojáků, již tři lidé dokáží utvořit na bramborovém divadle četu). U prstových bramborových loutek platí stejné pravidlo jako u klasické prstové loutky, že se nepoužívá zpravidla pro výrazně dojemné role. Technika: Bramborové prstové loutky se vyrábějí z vhodné malé brambory, která je však natolik velká, aby mohla být opatřena uvnitř dutinou ve tvaru válce, která je vedena svisle zespodu brambory směrem nahoru (zabírá cca 2/3 brambory). Tento neprůchozí vnitřní válec se liší podle velikosti prstu, kupř: jiný pro palec, jiný pro ukazováček atd. Loutka je tedy opatřena otvorem na spodní straně brambory, do tohoto otvoru je poté zasunut patřičný řídící prst.
- Stínová bramborová loutka – Bramborová loutka se dá vhodně použít i do stínového divadla. Pro působivý dojem, je především vhodné vybírat zajímavě tvarované brambory a k nim zajímavé doplňky.

## Širší význam
Výraz bramborové divadlo se používal nejen pro loutky s hlavičkami z brambor, ale pro jednoduché maňásky vůbec, některé i vytvořené umělci.

## Historie bramborového divadla
Bramborové divadlo ve smyslu „loutky na prsty“, „maňásci“ vzniklo v Itálii v XVI. století a postupně se po Evropě rozšiřovalo.
Bramborové divadlo bylo na poč. 20. stol. populárním prostředkem zábavy prostého lidu i mezi vojáky v průběhu 1. svět. války. Bramborové divadlo bylo hrál První československý střelecký prapor záložní v Bobrujsku v Rusku. Jeho ředitelem byl bratr Jaroslav Smrčka, ale ve velkém divadelním sále a v konkurenci zpěvu, tance, živého divadla, sólových výstupů (chanson, operní árie z Prodané nevěsty aj.) nemělo úspěch. Po několika představení bylo vzato z programu.

## Současná tvorba pro bramborové divadlo
Pokud se bramborové divadlo objeví, je použito jako alternativní divadelní technika. Jeho prostředky využil soubor Klicperova divadla v roce 1999 v rámci festivalu "Divadlo evropských regionů 1999" v Hradci Králové . Jednalo se o inscenace: Bramborové divadlo doktora Saripantiho a Večer tříkrálový.
K oživení bramborového divadla přispěla také hra "Dobrodružstvá smelého zemiaka", které předvedlo Bábkové divadlo "Na rázcestí" na festivalu loutek v Banské Bystrici v roce 2004 .
Na Humpolecku působí Bramborové divadlo – Rychlá Hlíza, která se zaměřuje na původní tvorbu pro bramborové divadlo. Uvádí na divadelní prkna hry jako: „Upíří sobáš“ či „Cesta do Sečuanu“. Obě hry jsou původní hry divadla "Rychlá Hlíza" .
Od roku 2009 přebírá na Humpolecku štafetu Bramborového divadla soubor - Zlá sazenice. Nejčastěji možno spatřit na Středověkých slavnostech na hradě Orlík nad Humpolcem. Dále různé dětské dny, historické trhy atd. 